# Dispersió Raman
 Dispersió Raman  o l'anomenat  Efecte Raman  és una dispersió inelàstica d'un fotó. Quan la llum és dispersada d'un àtom o molècula, la majoria dels fotons són dispersats elàsticament (Difusió de Rayleigh). Els fotons dispersats tenen la mateixa energia (sovint) i, per tant, la mateixa longitud d'ona que els fotons incidents. No obstant això, una petita fracció de la llum (aproximadament 1 en 10  7  fotons) és dispersat òpticament a freqüències diferents, majorment inferiors, que la freqüència dels fotons incidents. En un gas, la dispersió Raman sol passar per un canvi en els estats vibracionals, rotacionals o electrònics d'una molècula (vegeu nivell d'energia).

## Història
L'any 1922 el físic de l'Índia Chandrasekhara Raman va publicar el seu treball basat en la "Difracció molecular de la llum" sent el primer d'una sèrie d'investigacions amb els seus col·laboradors fins que el dia 28 de febrer de 1928 es va fer el descobriment de la radiació posant-li el nom de dispersió Raman en el seu honor. L'efecte Raman va ser reportat inicialment per C. V. Raman i K. S. Krishnan i independentment per Grigory Landsberg i Leonid Mandelstam a 1928. Raman va rebre el Premi Nobel a 1930 gràcies al seu treball sobre la investigació realitzada sobre el fenomen de la dispersió de la llum. El 1998 l'efecte Raman va ser designat per la ACS National Historical Chemical Landmark en reconeixement de la seva significació com a eina per a l'anàlisi de la composició de líquids, gasos, i sòlids.

## La dispersió Raman: Stokes i anti-Stokes
La interacció de la llum amb la matèria en un règim lineal permet simultàniament l'absorció i l'emissió de llum que s'ajusta als nivells d'energia ja definits pels electrons. L'efecte Raman correspon en la teoria de pertorbacions de la mecànica quàntica a l'absorció i conseqüent emissió d'una foto mitjançant canvi d'estat intermedi d'un electró, passant per un estat virtual (vegeu també: Diagrama de Feynman). Hi ha les següents possibilitats:
- No hi ha intercanvi d'energia entre els fotons incidents i les molècules (i per tant no hi ha efecte Raman).
- Els canvis d'energia tenen lloc entre els fotons incidents i les molècules. Les diferències d'energia són iguals a les diferències dels estats vibracionals o rotacionals de la molècula. En els vidres només certs fonons són admesos (les solucions de les equacions d'ona fan que es cancel·lin els uns amb els altres) per l'estructura cristal·lina, d'aquesta manera l'efecte de dispersió Raman pot aparèixer només a certes freqüències. Per exemple, en els materials amorfs com els vidres, es permeten més fonons i, per tant, els estats discrets admesos són més amplis.

* Les molècules absorbeixen l'energia: a això se li denomina dispersió Stokes. El fotó resultant és d'inferior freqüència i genera una línia de Stokes al costat vermell de l'espectre incident.
* La molècula perd energia: dispersió anti-Stokes. Els fotons incidents són desplaçats a freqüències més elevades (blau) de l'espectre, i generen per tant una línia que s'anomena anti-Stokes.
|  |

Aquestes diferències en l'energia es mesura mitjançant la sostracció de l'energia d'un làser mico-energètic de llum de fotons dispersats. Els valors absoluts, però, no depenen del procés (ja sigui dispersió Stokes o anti-Stokes), degut només al fet que l'energia de diferents nivells de vibració és de certa importància. Per tant, l'espectre Raman és simètric respecte de la banda de Rayleigh. A més les intensitat de les bandes de Raman només depenen del nombre de molècules que ocupen els diferents estats vibracionals, quan el procés comença. La distribució de Boltzmann condiciona el nombre de molècules en els estats inferiors:
| {\displaystyle {\frac {\ n_{1}}{N_{0}}}={\frac {\ G_{1}}{g_{0}}}e^{-{\frac {\Delta E_{v}}{kT}}}} amb els següents valors: {\displaystyle N_{0}}: Nombre d'àtoms en l'estat inferior de vibració {\displaystyle n_{1}}: Nombre d'àtoms en l'estat inicial de vibració {\displaystyle g_{0}}: degeneració de l'estat inferior de vibració (nombre de modes vibracionals de la mateixa energia) {\displaystyle G_{1}}: degeneració de l'estat inicial de vibració (nombre de modes vibracionals de la mateixa energia) {\displaystyle \Delta E_{v}}: diferència d'energia entre aquests dos estats vibracionals k : Constant de Boltzmann T : Temperatura en kèlvins |

Per tant, el espectre de Stokes és més intens que l'espectre d'anti-Stokes.

## Aplicacions
Una de les aplicacions més conegudes és l'espectroscòpia Raman que empra l'efecte Raman per a l'anàlisi dels materials. La freqüència de la llum dispersada d'una molècula pot ser canviada segons les característiques estructurals dels enllaços moleculars. Cal per a aquests casos la il·luminació d'una font de llum monocromàtica (làser), i el espectrograma de la llum dispersada mostrarà les desviacions causades pels canvis d'estats en les molècules.
L'espectroscòpia Raman és també emprada en aquells problemes de determinació i diagnosi de processos de combustió. Sent considerat com una tècnica no intrusiva, per a la detecció d'espècies i distribució de temperatura dins dels combustió i en les flames sense fer pertorbació del flux principal durant l'examinació.
Els estats estimulats de Raman es fan servir àmpliament en la determinació dels nivells d'energia dels ions atrapats, fent la base dels estats qubits, en els ions atrapats en quantum computing.